# هند شرقی هلند
هند شرقی هلند (هلندی: Nederlands-Indië; اندونزیایی: Hindia-Belanda) بخشی از مستعمرات هلند بود که پس از جنگ جهانی دوم به استقلال رسید و به اندونزی مدرن کنونی تبدیل شد.
در طول قرن ۱۹، سلطهٔ هلند گسترش یافت و باعث شد مرزهای این سرزمین به بزرگ‌ترین حد خود در اوایل قرن ۲۰ برسد، قلمرویی که اکنون اندونزی مدرن امروزی را تشکیل می‌دهد.
در واقع «هند شرقی»، یکی از مهم‌ترین مستعمرات اروپایی‌ها و زیر سلطه امپراطوری هلند بود که کمک چشمگیری به برتری هلندی‌ها در تجارت ادویه جات و محصولات کشاورزی سودآور در قرن ۱۹ و اوایل قرن ۲۰ کرد.
ساختار اجتماعی مستعمره براساس ساختار محکم نژادی و اجتماعی پایدار بود که تعدادی از نخبگان هلندی را نیز شامل می‌شد.